# 40444 Палацький
40444 Палацький (40444 Palacký) — астероїд головного поясу, відкритий 12 вересня 1999 року.
Тіссеранів параметр щодо Юпітера — 3,267.
Названо начесть Франтішека Палацького (чеськ. František Palacký; 1798 — 1876) — чеського історика, філософа, політичного і громадського діяча; одного із авторів (разом з П. Й. Шафариком) програми (1818) відродження чеської національної культури і науки.